# 음성읍
음성읍(陰城邑)은 대한민국 충청북도 음성군 중동부에 있는 군청 소재지이다.

## 개요
충북선의 요역이며, 도로망의 초점을 이루고 있다. 차령산맥의 여러 계곡에서 계류가 모여들면서 이룬 곡저분지의 중앙에 발달하여 충주, 진천, 청주, 괴산, 무극에 맞닿아 있다. 여기서 장호원에 이르는 일대는 구릉지대이며, 황색연초의 산지로 유명하다.
특산물로는 쌀, 담배, 누에고치, 인삼, 면화, 콩 등 농산물의 생산량이 많고 전국 제일의 연초 재건조장과 음성 연초시험장이 있다. 읍내 연초 재건조장 뒤에는 경호정이 있는데, 1,500평의 연못 가운데 200평의 섬에 있는 정자이면서 군민의 위안처로 능수버들이 아름답고 근방에는 지천서원과 수정산 등이 있다.

## 연혁
- 삼국 시대, 고구려 영역이었던 잉홀현의 일부
- 고려 시대, 음성 혹은 설성
- 조선 시대, 음성현의 일부
- 1895년 현감제 폐지, 군수배치 동도면
- 1914년 군서면 편입, 군내면 개칭
- 1917년 음성면으로 개칭
- 1956년 법률 제393호로 음성면을 읍으로 승격
- 1964년 도시계획 결정

## 행정 구역
- 감우리(甘雨里)
- 동음리(冬音里)
- 사정리(沙丁里)
- 삼생리(三生里)
- 석인리(碩人里)
- 소여리(所余里)
- 신천리(新泉里): 행정복지센터 소재지
- 용산리(龍山里)
- 읍내리(邑內里): 음성군청 소재지
- 초천리(草川里)
- 평곡리(平谷里)
- 한벌리(閑筏里)

## 주요기관
교육기관
- 초등학교
  - 남신초등학교
  - 수봉초등학교
  - 평곡초등학교
- 중학교
  - 음성중학교
  - 음성여자중학교
  - 한일중학교
- 고등학교
  - 음성고등학교
- 음성도서관

의료기관
- 음성군보건소
  - 삼생보건진료소

체육시설/관광지
- 음성종합운동장
- 음성체육관
- 봉학골 산림욕장
- 향토자료전시관
- 무극전적관광지

문화유적
- 감우리 전승유적
- 음성향교
- 수정산성

아파트
| 단지명            | 건설사         | 시행사       | 주소                     | 입주        | 비고     |
| ----------------- | -------------- | ------------ | ------------------------ | ----------- | -------- |
| 음성신천 휴먼시아 | 삼환까뮤㈜     | 대한주택공사 | 중앙로40번길 16 (신천리) | 2009년 8월  | 국민임대 |
| 음성 코아루       | 유호산업개발㈜ | 한국토지신탁 |                          | 2022년 5월  |          |
| 금광포란재 음성   | ㈜금광건업     | ㈜금광건업   |                          | 2005년 11월 |          |